# Förband (militär)
Förband inom det militära, i talspråk vanligen kallat militärförband, är en enhet organiserad för en viss uppgift i krig eller fred. Ordet förband kan syfta på en reellt existerande organisation med sin materiel, personal, specifika uppgift etc. Till exempel Värmlandsbrigaden.
Förband kan också syfta på en typ av förband, till exempel infanteribrigad 77 eller pansarbrigad. I svenskt militärspråk används ofta ordet typförband för sådana förband som har en bestämd sammansättning, till skillnad från sådana som organiseras efter de lokala behoven, som till exempel en arméfördelning.
Ett förband kan även betecknas som ett skolförband, och har då som uppgift i att utbilda personal och stödja övriga utbildnings- och krigsförband. Till exempel Försvarsmaktens tekniska skola.
Ett större förband kallas regemente i armén och marininfanteriet eller flottilj i flygvapnet och flottan. I Sverige kallas de förband som utbildar soldater för utbildningsförband, i dagligt tal ofta kallade regementen.

## Exempel på förbandstyper
(Urvalslista; vissa förbandstyper är paraplybegrepp)
- Anspannsförband – transportförband med dragdjur och släpfordon (vagnar, kärror, slädar)
- Fältförband – markstridsförband för operativ, rörlig strid
- Försvarsområdesförband – förband för i huvudsak territoriellt försvar
- Infanteriförband – förband bestående av infanteri
- Jägarförband – förband bestående av lätt infanteri eller jägarsoldater (infanteri för särskilda uppgifter (t.ex. fallskärmsjägare) eller för verksamhet i särskild terräng (t.ex. bergsjägare, fjälljägare) – ursprungligen förband sammansatta av skickliga skyttar rekryterade bland skogsfolk och jägare utrustade med precisionsvapen
- Klövjeförband – transportförband med packdjur som bär last på ryggen (klövjning)
- Markstridsförband – förband organiserad för markstrid
- Spaningsförband – militär enhet för inhämtande av underrättelser (t.ex. förband för truppspaning, signalspaning och flygfotografering)
- Specialförband –  förband med särskilda förmågor och/eller utrustning, ofta små enheheter bestående av särskilt tränad och utvald personal som utför andra uppgifter än vad reguljära förband förmår
- Tertio – typförband efter fältformationen tertio[4]
- Transportförband – förband organiserad för transport
- Trossförband (verkstadsförband) –  förband organiserad för underhåll (t.ex. reparation av rullande materiel, matlagning i fält)
- Truppförband – organisationsenhet bestående av trupp (t.ex. kompani eller regemente)

## Exempel på förbandsstorlekar
| Moderna förbandsstorlekar - Stridspar – 2 soldater - Omgång – 3 till 4 soldater - Grupp – 5 till 12 soldater - Tropp – 8 till 20 soldater - Pluton – 20 till 40 soldater - Kompani – 50 till 300 soldater - Skvadron – 50 till 300 soldater - Batteri – förband med visst antal vapenpjäser (eldrör, raketställ, robottuber, torpedtuber) - Bataljon – 300 till 1 000 soldater - Fartygsdivision – 2 till 6 fartyg - Flygdivision – 8 till 12 flygplan - Detachement – 300 till 1 000 soldater - Flottilj – 400 till 1 000 soldater - Utbildningsgrupp – 500 till 2 000 soldater - Utbildningsförband – 50 till 2 500 soldater - Kår – 300 till 1 000 soldater - Regemente – 2 000 till 3 000 soldater - Brigad – 2 000 till 5 000 soldater - Division eller arméfördelning – 10 000 till 20 000 soldater - Armékår – 30 000+ soldater - Armé eller fältarmé - Armégrupp | Historiska förbandsstorlekar - Rote (arméförband) – 2 till 16 personer - Artilleribatteri – 50 till 300 personer - Artilleridivision – 300 till 1 000 personer |